# Ithomia morena
Ithomia morena är en fjärilsart som beskrevs av Richard Haensch 1903. Ithomia morena ingår i släktet Ithomia och familjen praktfjärilar. Inga underarter finns listade i Catalogue of Life.